# Paul Dupont
Pour les articles homonymes, voir Dupont ou Dupond.
Paul Dupont est un imprimeur et un homme politique français né le 24 mai 1796 à Périgueux (Dordogne) et mort le 11 décembre 1879 à Paris.
Il est député du Corps législatif. Il est également promu officier de la Légion d'honneur et décoré de l'ordre du Mérite du Danemark (en).

## Biographie
Issu d'une famille d'imprimeurs, Paul Dupont fait son apprentissage chez Firmin-Didot, puis fonde lui-même en 1825 une imprimerie assez importante dont les établissements se situent à Paris au 4, rue du Bouloi, puis en 1858 dans une succursale à Clichy au 12, rue du Bac-d'Asnières. L’imprimerie subsiste après sa mort, atteignant son apogée durant l'entre-deux-guerres avec un effectif s’élevant à 1 200 personnes. L’imprimerie Paul Dupont, qui imprima de remarquables affiches lithographiées à partir des années 1890, cesse d’exister en 1985.
À l'instar de Louis-Xavier Gargan, il révolutionne le monde du travail en créant plusieurs institutions d'épargne et de prévoyance pour son personnel et par sa volonté de faire participer ses collaborateurs aux bénéfices de l'entreprise. En 1868, la société coopérative immobilière prend possession d'une propriété de Livry : « la villa typographique ».
Frère aîné de l'ancien député à la constituante de 1848 Auguste Dupont, qui fut tué en duel par un député de la Montagne, Paul Dupont poursuivit la carrière politique de son cadet en se faisant élire au Corps législatif député de la Dordogne, candidat officiel soutenant le régime, lors du scrutin de 1852. Bonapartiste, il fut réélu jusqu'à la chute du Second Empire puis siégea au Sénat entre 1876 et 1879.

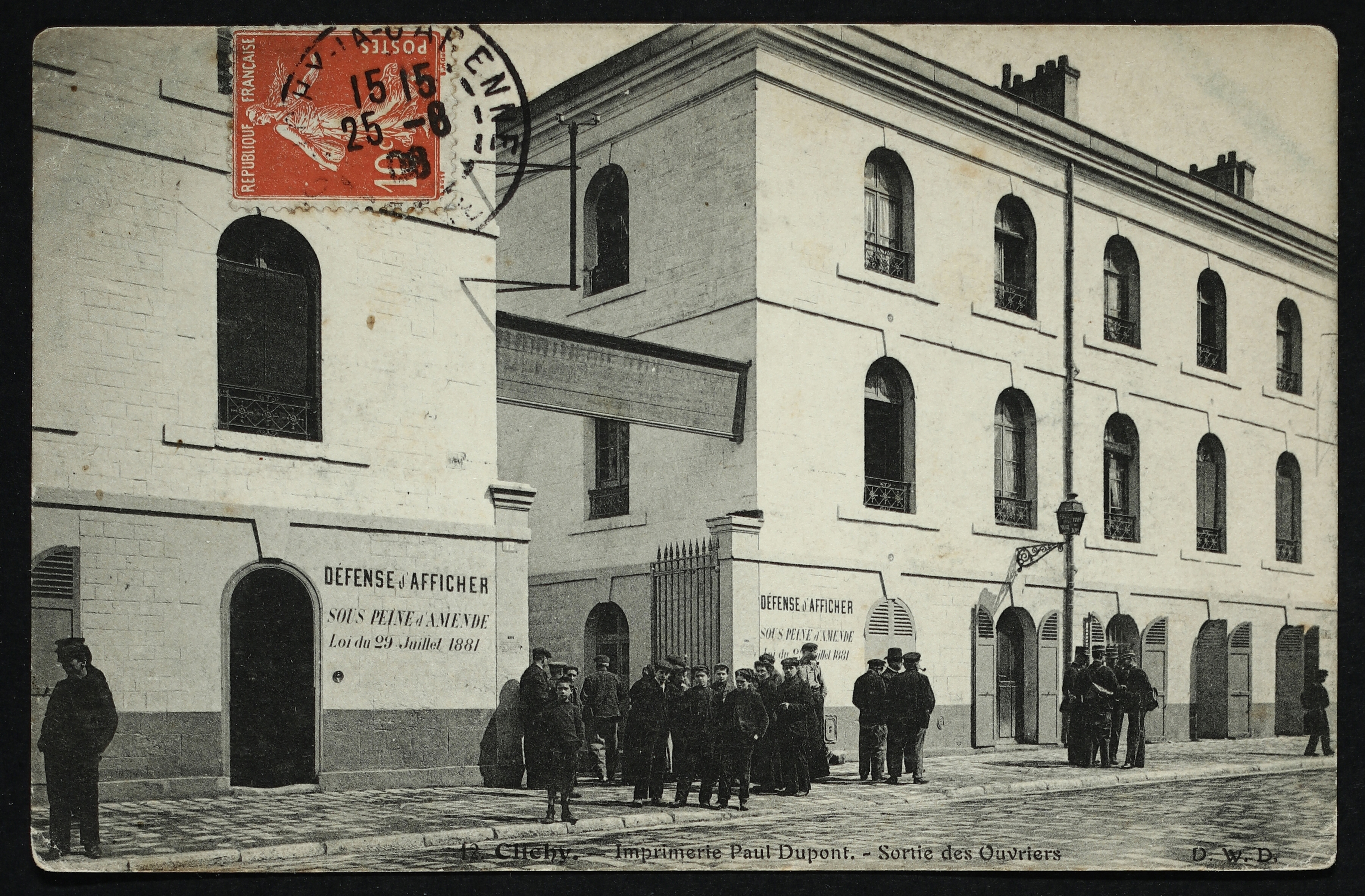
Clichy-la-Garenne. Imprimerie Paul Dupont. Sortie des ouvriers, carte postale, début du XXe siècle.

## Famille
Paul Dupont avait épousé  en secondes noces le 7 décembre 1854, à Auteuil, Marie Reine Bourguignon qui lui donna un fils et deux filles. Ce fils, Paul, 1851-1906 succéda à son père à la direction de l'imprimerie en janvier 1880.

## Publications
- Paul Dupont, Notice historique sur l'imprimerie, Paris, Imprimerie Paul Dupont, 1849, 248 p. (lire en ligne).
- Paul Dupont, Histoire de l'imprimerie, t. I, Paris, Imprimerie Paul Dupont, 1854, 556 p. (lire en ligne).
- Paul Dupont, Histoire de l'imprimerie, t. II, Paris, Imprimerie Paul Dupont, 1854, 623 p. (lire en ligne).
- Paul Dupont, Une imprimerie en 1867, Paris, Imprimerie et librairie administratives, 1867, 317 p. (lire en ligne).

## Distinctions et hommages

### Distinctions

#### Nationales
- Officier de la Légion d'honneur (1868).

#### Étrangères
- Chevalier de l'ordre de Vasa.
- Chevalier de l'ordre de la Couronne de chêne.
- Chevalier de l'ordre du Mérite du Danemark (en).
- Chevalier de l'ordre des Saints-Maurice-et-Lazare.
- Chevalier de l'ordre du Sauveur.
- Chevalier de l'ordre de Philippe le Magnanime.

### Hommages

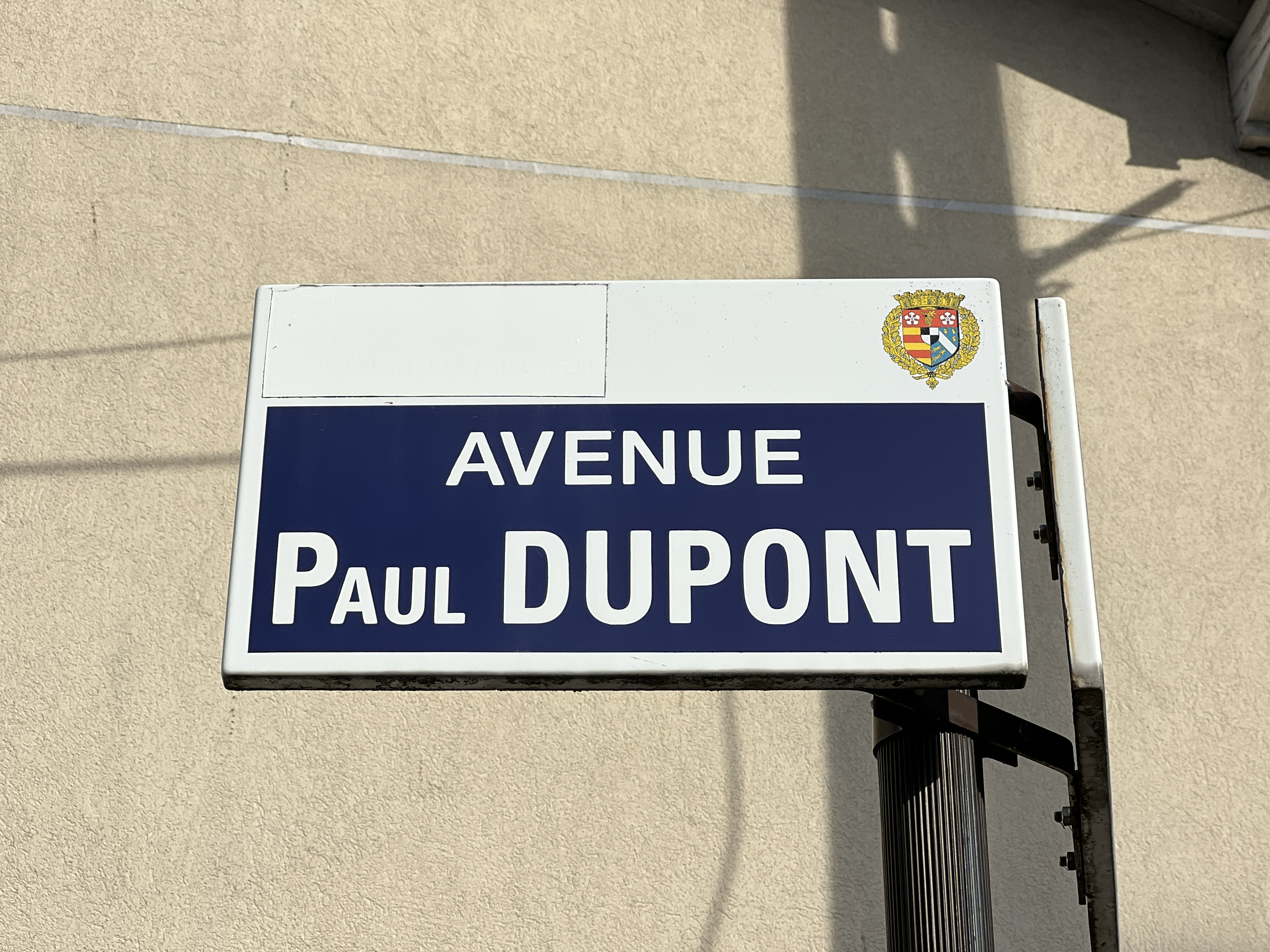
Plaque Avenue Paul Dupont à Livry-Gargan en 2022.

- Une avenue porte son nom à Livry-Gargan.
- De septembre à novembre 2022, dans le cadre des Journées du patrimoine, une exposition patrimoniale intitulé « Paul Dupont et l'imprimerie - la cité Dupont à Livry » réalisée par l’association des Collectionneurs de Gargan Livry (CGL). lui est notamment consacrée au château de la Forêt[2],[3].